# Рубцов, Кирилл Викторович
Кири́лл Ви́кторович Рубцо́в (род. 26 ноября 1975, Москва) — российский актёр театра и кино, директор Театра С. А. Д..

## Биография
Родился 26 ноября 1975 года. Окончил Театральное училище имени Бориса Щукина  в 2008 году, курс В. В. Иванова.
В том же году принят в труппу Театра имени Евг. Вахтангова.
В 2011 году создал Театр C. А. Д. и в настоящее время является его руководителем.

## Творческая деятельность

### Театральные работы

#### Государственный академический театр имени Е. Вахтангова
- «Али-баба и сорок разбойников» (по сказке из средневекового арабского сборника «Тысяча и одна ночь», режиссёры Александр Горбань и Вячеслав Шалевич) — Сирхан, разбойник
- «Берег женщин» (по мотивам песен Марлен Дитрих, режиссёр Анжелика Холина) — Just a Gigolo
- «Белая акация» (по мотивам музыки Исаака Дунаевского, режиссёр Владимир Иванов) — Моряк, Одессит, Кaвалер
- «Люди как люди» (по пьесе Максима Горького «Зыковы», режиссёр Владимир Иванов) — Хеверн, компаньон Зыкова
- «Мадемуазель Нитуш» (по оперетте Флоримона Эрве, режиссёр Владимир Иванов) — Роберт, Шамплатро
- «Обычное дело» (по пьесе Рэя Куни, режиссёр Владимир Иванов) — Билл
- «Окаёмовы дни» (по мотивам пьесы Александра Афиногенова «Машенька», режиссёр Родион Овчинников) — Леонид Борисович
- «Правдивейшая легенда одного квартала» (по мотивам произведений Джона Стейнбека, режиссёр Владимир Иванов) — Хесус Мария Коркаран
- «Пристань» (по мотивам произведений Бертольта Брехта, Ивана Бунина, Фёдора Достоевского, Фридриха Дюрренматта, Артура Миллера, Александра Пушкина, Эдуардо Де Филиппо; режиссёры Анатолий Дзиваев, Владимир Ерёмин, Владимир Иванов, Алексей Кузнецов) — Де Грие, француз
- «Троил и Крессида» (по пьесе Уильяма Шекспира, режиссёр Римас Туминас) — Ахилл
- «Царская охота» (по пьесе Леонида Зорина, режиссёр Владимир Иванов) — Адмирал Грейг

#### Театр С. А. Д.
- «Аркадия» (по пьесе Тома Стоппарда, режиссёр Ирина Пахомова) — Бернард Солоуэй, профессор
- «Памяти Вахтангова. Принцесса Турандот»/«Турандот. Жизнь Вахтангова»/«Турандот. Вахтангов» (по пьесе Карло Гоцци «Турандот», режиссёр — Ирина Пахомова) — Калаф, принц ногайских татар, Кукловод, К. С. Станиславский
- «Балаган» (по пьесе Чарльза Мори, режиссёр Ирина Пахомова) — Тайлер Тейлор
- «Щелкунчик в стиле стимпанк» (по сказке Э. Т. А. Гофмана «Щелкунчик и мышиный король») — Христиан Элиас Дроссельмейер
- «Вся жизнь впереди» (по одноименному роману  Эмиля Ажара, режиссёр Виктор Алферов) — Момо

### Роль в мюзикле
Московский дворец молодёжи — 2011—2012
«Звуки музыки» (режиссёр Евгений Писарев) – капитан Георг фон Трапп

### Фильмография
| Год  |   | Название                                                          | Роль                                                                                             |
| ---- | - | ----------------------------------------------------------------- | ------------------------------------------------------------------------------------------------ |
| 2004 | ф | Богиня: как я полюбила                                            | эпизодическая роль                                                                               |
| 2006 | с | Кодекс чести-3 (фильм 2. «Журналистское расследование»)           | эпизодическая роль                                                                               |
| 2007 | с | Закон и порядок: Преступный умысел-1 (фильм 9. «Ошибка генерала») | Олег Орловский                                                                                   |
| 2007 | с | След                                                              | эпизодическая роль                                                                               |
| 2008 | ф | Белая акация (фильм-спектакль)                                    | одессит                                                                                          |
| 2008 | с | Братья-детективы (8-я серия)                                      | эпизодическая роль                                                                               |
| 2008 | с | Шальной ангел                                                     | эпизодическая роль                                                                               |
| 2008 | с | Рыжая                                                             | Олег, думал, что - он брат Бори, приёмный сын Валерия от первой жены                             |
| 2009 | с | Час Волкова-3 (15-я серия. «Каин и Авель»)                        | Григорий                                                                                         |
| 2010 | с | Маргоша                                                           | Сергей Аксюта, возлюбленный Марии Васильевой, лучший друг Павла Шульгина                         |
| 2010 | с | Джи-Фактор                                                        | Джеймсон (главная роль)                                                                          |
| 2010 | с | Любовь и прочие глупости (1-я серия)                              | Виктор                                                                                           |
| 2010 | с | Паршивые овцы                                                     | Умаев — Пикассо                                                                                  |
| 2010 | с | Путейцы-2 (9-я серия. «Конечная остановка»)                       | Чижов                                                                                            |
| 2011 | с | Карамель                                                          | Тимофей                                                                                          |
| 2011 | с | Кодекс чести-5 (фильм 1. «Новый»)                                 | Зоран                                                                                            |
| 2011 | ф | Назад — к счастью, или Кто найдёт Синюю птицу                     | Алекс                                                                                            |
| 2012 | ф | Лекции для домохозяек                                             | Костя Воропаев, философ (главная роль)                                                           |
| 2012 | с | Мамочка моя                                                       | Костя Соколов                                                                                    |
| 2012 | ф | Роковая любовь Саввы Морозова (документальный)                    | Леонид Красин                                                                                    |
| 2014 | с | Екатерина                                                         | Бецкой                                                                                           |
| 2015 | с | Шеф. Новая жизнь                                                  | Майор полиции Некрасов                                                                           |
| 2016 | ф | Птица                                                             | Михаил                                                                                           |
| 2016 | с | Наше счастливое завтра                                            | Александр Переверзев                                                                             |
| 2017 | с | Казнить нельзя помиловать                                         | Борис Грановский, старший лейтенант, сотрудник отдела по борьбе с бандитизмом уголовного розыска |
| 2017 | с | Шеф. Игра на повышение                                            | Полковник полиции Некрасов                                                                       |
| 2018 | ф | Облепиховое лето                                                  | Олег Ефремов                                                                                     |
| 2018 | с | Реализация                                                        | «Сумрак» («Александр Смородин»)                                                                  |
| 2018 | с | Презумпция невиновности                                           | Борис Борисович Аврутин, адвокат                                                                 |
| 2021 | с | Призрак                                                           | Филипп Геннадьевич Ермолов, бизнесмен                                                            |
| 2021 | с | Воскресенский                                                     | Дмитрий Павлович Бобылёв                                                                         |